# Nous ne sommes pas rentrés depuis longtemps
 (février 2023).
Nous ne sommes pas rentrés depuis longtemps (« Давно́ мы до́ма нѐ были », Davno my doma nie byli) est une chanson de guerre composée par Vassili Soloviov-Sedoï sur des paroles d'Alexeï Fatianov, écrite en mai 1945 devant Königsberg. Cette chanson a été connue lorsqu'elle a été interprétée par Vladimir Bountchikov et Vladimir Netchaïev.
Les paroles originales étaient légèrement différentes de la version classique. Par exemple, la chanson contenait le couplet  En Allemagne, en Allemagne, du côté damné , mais après la fin de la guerre, il a été décidé de faire de l'Allemagne  l'autre côté .
La chanteuse Olga Arefieva a inclus en 2006 cette chanson fameuse dans son album Nous avons gagné ! («Мы победили!»).
Plus tard, elle a été interprétée par le duo Oleg Pogoudine et Evgueni Diatlov, par les groupes Piknik, et Otawa Yo, et par Igor Rastreyaïev en 2014.
Les garde-frontières chantent cette chanson dans le film d'animation Le Loup gris et le Petit Chaperon rouge (1990). Elle figure également au répertoire des Chœurs de l'Armée rouge.